# Pesniški dvor
Pesniški dvor je dvorec v bližini kraja Pesnica pri Mariboru. Prvič je bil omenjen okoli leta 1190. Prvi lastniki so ga uporavljali do konca 15. stoletja. Dvorec je nato večkrat menjal lastnika. Leta 1832 ga je kupil šentpavelski samostan na Koroški in ga obdržal do leta 1935. Nato je prešel v roke mariborskega Agrokombinata in bil sedež uprave.
Dvorec s pripadajočimi posestvi ima že dolgo tradicijo. Ko je prišlo v roke šentpavelskega samostana, je postalo pomembno za regionalno gospodarstvo. Prvenstveno je bil namenjen proizvodnji jabolk, ki so jih konec 19. stoletja izvažali po železnici na Dunaj.
Danes je posestvo v slabem stanju, saj ni bilo redno vzdrževano. Dvorec sicer varuje spomeniško varstvo, vendar obstaja nevarnost, da se bo podrl. Gospodarsko poslopje je v boljšem stanju, le da je prazno, brez opreme. Danes je dvorec naseljen, v njem živijo tri družine.